# 욕지초등학교 연화분교
욕지초등학교 연화분교는 대한민국 경상남도 통영시에 있는 공립 초등학교이다.

## 학교 연혁
- 1946년 10월 1일 연화공립국민학교 개교
- 1992년 3월 1일 원량국민학교 연화분교
- 1996년 3월 1일 원량초등학교 연화분교
- 2024년 9월 1일 욕지초등학교 연화분교

## 참고 자료
- 욕지초등학교연화분교장 - 한국교육학술정보원 학교알리미